# Рауль Сервін
Рауль Сервін (ісп. Raúl Servín, нар. 29 квітня 1963, Мехіко) — мексиканський футболіст, що грав на позиції захисника, зокрема за «УНАМ Пумас», а також національну збірну Мексики.

## Клубна кар'єра
У дорослому футболі дебютував 1983 року виступами за команду «УНАМ Пумас», в якій провів шість сезонів, здебільшого як один з основних захисників, взяв участь у 144 матчах чемпіонату. 1989 року у складі «УНАМ Пумас» став володарем Кубка чемпіонів КОНКАКАФ.
Згодом був гравцем основного складу команд «Атлетіко Морелія» та «Крус Асуль», в яких провів по сезону у 1989–1991 роках.
У першій половині 1990-х також був гравцем  «Атласа», знову «Крус Асуль» та «Торос Неса», в яких вже майже не грав.

## Виступи за збірну
1985 року дебютував в офіційних матчах у складі національної збірної Мексики. Наступного року був основним захисником на домашньому для мексиканців чемпіонаті світу 1986, де допоміг команді пробитися до чвертьфіналів. Взяв участь у всіх п'яти іграх господарів на турнірі, відзначився голом у ворота збірної Болгарії у першій грі групового етапу.
Загалом протягом кар'єри у національній команді, яка тривала 6 років, провів у її формі 32 матчі, забивши 4 голи.

## Титули і досягнення
- Володар Кубка чемпіонів КОНКАКАФ (1):

«УНАМ Пумас»: 1989